# Plataforma pel Dret a Decidir del País Valencià
La Plataforma pel Dret de Decidir del País Valencià (Decidim) és una organització constituïda a València l'octubre de 2013 amb voluntat d'estendre el sobiranisme al País Valencià. En el moment de la seua presentació tenia un miler d'adherits. L'objectiu principal de Decidim és que l'eix de decisió de les polítiques econòmiques, polítiques, socials i lingüístiques siga el País Valencià i són partidaris del dret a l'autodeterminació, sense marginar cap opció política.
Decidim va unir forces el maig de 2016 amb l'Assemblea Nacional Catalana (ANC) i l'Assemblea Sobiranista de Mallorca (ASM) per a crear la Confederació d'Entitats Sobiranistes dels Països Catalans, que té l'objectiu de fer créixer el dret d'autodeterminació i avançar en la consciència sobiranista als Països Catalans. El primer coordinador de Decidim fou Antoni Infante, però des del 15 de maig de 2021 aquest càrrec passà a mans de Zahia Guidoum.
En l'actualitat compta amb assemblees territorials constituïdes al Maestrat, la Plana, Castelló, l'Horta, la Safor, la Vall d'Albaida, l'Alcoià, Marina Alta, Marina Baixa, La Ribera i l'Alacantí.